# Lizbeth Salazar
Pour les articles homonymes, voir Lizbeth et Salazar.
Lizbeth Yareli Salazar Vázquez, née le 8 décembre 1996 à Culiacán, est une coureuse cycliste mexicaine. Elle est notamment médaillée d'or du scratch aux championnats panaméricains de cyclisme sur piste de 2016, de la course aux points aux Jeux d'Amérique centrale et des Caraïbes de 2014 et de l'omnium aux Jeux d'Amérique centrale et des Caraïbes de 2018.

## Biographie
Lizbeth Salazar est active internationalement dans le cyclisme depuis 2015. Elle obtient ses principaux succès principalement sur piste. En 2015, elle remporte une médaille de bronze en poursuite par équipes aux Jeux panaméricains avec Sofía Arreola, Ingrid Drexel et Mayra Rocha. Elle se classe également quatrième du scratch aux mondiaux de Saint-Quentin-en-Yvelines. En 2017 et 2018, elle remporte un total de six titres de championne nationale.
En 2018, elle accumule les succès dans des compétitions internationales sur le continent américain. Elle est championne panaméricaine de l'américaine avec Sofía Arreola et remporte l'argent sur l'omnium et la poursuite par équipes. Aux Jeux d'Amérique centrale et des Caraïbes, elle obtient quatre médailles, dont l'or sur l'omnium.
Alors qu'elle devait participer à l'omnium des Jeux olympiques de Tokyo, reportés en octobre 2021, elle n'est finalement pas retenue par sa fédération. C'est également le cas pour sa compatriote Jessica Salazar (aucun lien de parenté), qui n'a pas été retenue de façon inexplicable aux compétitions de sprint sur piste, mais a été choisi comme remplaçante pour l'omnium. La nouvelle a créé la controverse dans tout le pays après que les deux athlètes se soient avérées les meilleures tout au long du processus de sélection. En raison d'une mauvaise compréhension des règles, la Fédération mexicaine de cyclisme a finalement perdu les deux quotas, ayant choisi deux athlètes qui n'avaient pas les points nécessaires pour participer aux Jeux. En septembre la Fédération mexicaine est provisoirement suspendue par l'Union cycliste internationale « pour violations graves des obligations auxquelles cette dernière est assujettie ». En octobre, les deux coureuses portent plainte contre leur fédération.

## Palmarès sur piste

### Championnats du monde
- Saint-Quentin-en-Yvelines 2015
  - 4e de la course scratch[4].
- Londres 2016
  - 12e de la course scratch[5].
- Hong Kong 2017
  - 7e de la course à l'américaine (avec Sofía Arreola)[6].
- Apeldoorn 2018
  - 6e de l'américaine (avec Sofía Arreola)[7].
- Pruszków 2019
  - 11e de l'omnium[8].
  - 14e de l'américaine (avec Sofía Arreola)[9].
- Berlin 2020
  - Abandon lors l'omnium[10].
- Ballerup 2024
  - 10e de la poursuite par équipes (avec Yareli Acevedo, Jessica Bonilla et Antonieta Gaxiola)[11].

### Coupe du monde
- 2018-2019
  - 2e de l'omnium à Milton

### Championnats panaméricains
- 2014
  -  Médaillée d'argent du scratch
- 2015
  -  Médaillée de bronze de la poursuite par équipes
- 2016
  -  Médaillée d'or du scratch
  -  Médaillée d'argent de la poursuite par équipes
  -  Médaillée d'argent de l'omnium
- 2017
  -  Médaillée d'argent de l'omnium
  -  Médaillée d'argent de la poursuite par équipes
- Aguascalientes 2018
  -  Médaillée d'or de l'américaine (avec Sofía Arreola)
  -  Médaillée d'argent de l'omnium
  -  Médaillée d'argent de la poursuite par équipes
- Cochabamba 2019
  -  Médaillée d'argent du scratch
  - Quatrième de l'omnium[12]
- San Juan 2023
  -  Médaillée d'or de l'américaine (avec Antonieta Gaxiola)
  -  Médaillée d'argent de la poursuite par équipes
- Los Angeles 2024
  -  Médaillée de bronze de la poursuite par équipes
  - Quatrième de l'américaine (avec Antonieta Gaxiola)[13]

### Jeux panaméricains
- Toronto 2015
  -  Médaillée de bronze de la poursuite par équipes
- Lima 2019
  -  Médaillée d'argent de l'omnium
  -  Médaillée de bronze de l'américaine
- Santiago 2023
  -  Médaillée d'argent de la poursuite par équipes
  -  Médaillée d'argent de l'américaine

### Jeux d'Amérique centrale et des Caraïbes
- 2014
  -  Médaillée d'or de la course aux points
  -  Médaillée d'argent du scratch
  -  Médaillée d'argent de la poursuite par équipes
- 2018
  -  Médaillée d'or de l'omnium
  -  Médaillée d'argent du scratch
  -  Médaillée d'argent de la course aux points
  -  Médaillée de bronze de la poursuite par équipes
- 2023
  -  Médaillée d'or de la poursuite par équipes
  -  Médaillée d'or de l'américaine

### Championnats du Mexique
- 2017
  -  Championne du Mexique du scratch
  -  Championne du Mexique de course à l'américaine (avec Mariana Valadez)
  -  Championne du Mexique de l'omnium
- 2018
  -  Championne du Mexique de poursuite par équipes (avec Sofía Arreola, Jessica Bonilla et Ana Casas)
  -  Championne du Mexique de course aux points
  -  Championne du Mexique de course à l'américaine (avec Sofía Arreola)
- 2019
  -  Championne du Mexique de course à l'américaine
  -  Championne du Mexique d'omnium
- 2020
  -  Championne du Mexique de course à l'américaine
  -  Championne du Mexique de course aux points
  -  Championne du Mexique d'omnium
  -  Championne du Mexique de course par élimination

## Palmarès sur route
- 2014
  -  Médaillée d'argent du championnat panaméricain sur route juniors
- 2018
  -  Médaillée d'argent du championnat panaméricain sur route espoirs
  -  Médaillée de bronze de la course sur route des Jeux d'Amérique centrale et des Caraïbes
- 2019
  -  Médaillée de bronze de la course en ligne aux Jeux panaméricains
- 2020
  - 3e étape de la Setmana Ciclista Valenciana
- 2021
  -  Médaillée de bronze du championnat panaméricain sur route
- 2022
  - 2e du Snake Alley Criterium
- 2023
  - Sunny King Criterium
  - Snake Alley Criterium